# Äʹvv skoltsamisches Museum
Äʹvv Skoltsamisches Museum (Skoltsamisch Äʹvv Saaʹmi Muʹzei, Norwegisch Äʹvv Skoltesamisk Museum) ist der Name eines kulturhistorischen Museums über die Volksgruppe der Skoltsamen. Es befindet sich in Neiden (skoltsamisch Njauddâm), in der Kommune Sør-Varanger (Finnmark, Norwegen) und gehört zur Stiftung Tana og Varanger museumssiida, die insgesamt vier samische Museen im nordöstlichsten Norwegen betreibt.
Das Museumsgebäude wurde in den Jahren zwischen 2007 und 2009 erbaut, aber die offizielle Eröffnung des Museum verzögerte sich aufgrund von umfangreichen Reparaturarbeiten bis 2017.
Das Wort Äʹvv im Namen ist ein skoltsamisches Substantiv, das die Reflexion der Sonne auf Schnee oder Wasser im Frühling beschreibt. Bis 2017 war der offizielle Name Østsamisk Museum.

## Geschichte der Errichtung
Die Skoltsamen leben traditionell im Dreiländereck zwischen Russland, Finnland und Norwegen. Erste Pläne zur Errichtung eines Museums über die Skoltsamen in Neiden bestanden seit der Millenniumswende. Der Spatenstich erfolgte 2007 mit der Archäologin Honna Havas als fest angestellter Leiterin des Museumsprojektes.
Das Museum sollte das seit 2000 als Kulturerbe geschützten Gelände des ursprünglich skoltsamischen Stadtkerns von Neiden, Skoltebyen, ergänzen. Deshalb beauftragte das Norwegische Kulturministerium Mitte der 2000er Jahre die staatliche Baubehörde Statsbygg, ein skoltsamisches Museum in Neiden zu erbauen. Dieses soll dazu beitragen, die skoltsamische Kultur zu stärken und das Wissen um Vergangenheit und Gegenwart dieser Minderheit zu bewahren und zu verbreiten. Neiden ist der Hauptsiedlungsort der Skoltsamen auf norwegischen Staatsgebiet.
2007 legte der norwegische Vizeminister für Arbeit und Soziale Inklusion, Bjarne Håkon Hanssen, den Grundstein für den Bau des Museumsgebäudes, welches 2009 fertiggestellt wurde. Schon bald nach Fertigstellung mussten jedoch grobe Baumängel festgestellt werden, dies betraf vor allem die Belüftung, die Einbruchssicherung und den Feuerschutz des Hauses.
2010 ging der Hauptlieferant des Baus in Konkurs, sodass die Gewährleistungsgarantie nicht mehr zur Anwendung kommen konnte und Statsbygg neue Firmen für die Reparaturen beauftragen musste. Schließlich wurden 2013 ausgedehnte Risse und Löcher in der Glaskuppel des Gebäudes entdeckt, die in weiterer Folge abgedeckt werden mussten, um Folgeschäden zu vermeiden. Eröffnet werden konnte das Museum als Äʹvv Skoltesamisk Museum erst nach umfassenden Reparaturen, am 16. Juni 2017. Der Bau des Museums hat um die 42 Millionen Kronen, also umgerechnet 4,5 Millionen Euro gekostet. In den lokalen Medien war es vor der Eröffnung aufgrund der Errichtungsschäden häufig als „Skandalmuseum“ bezeichnet worden.

## Ausstellungen

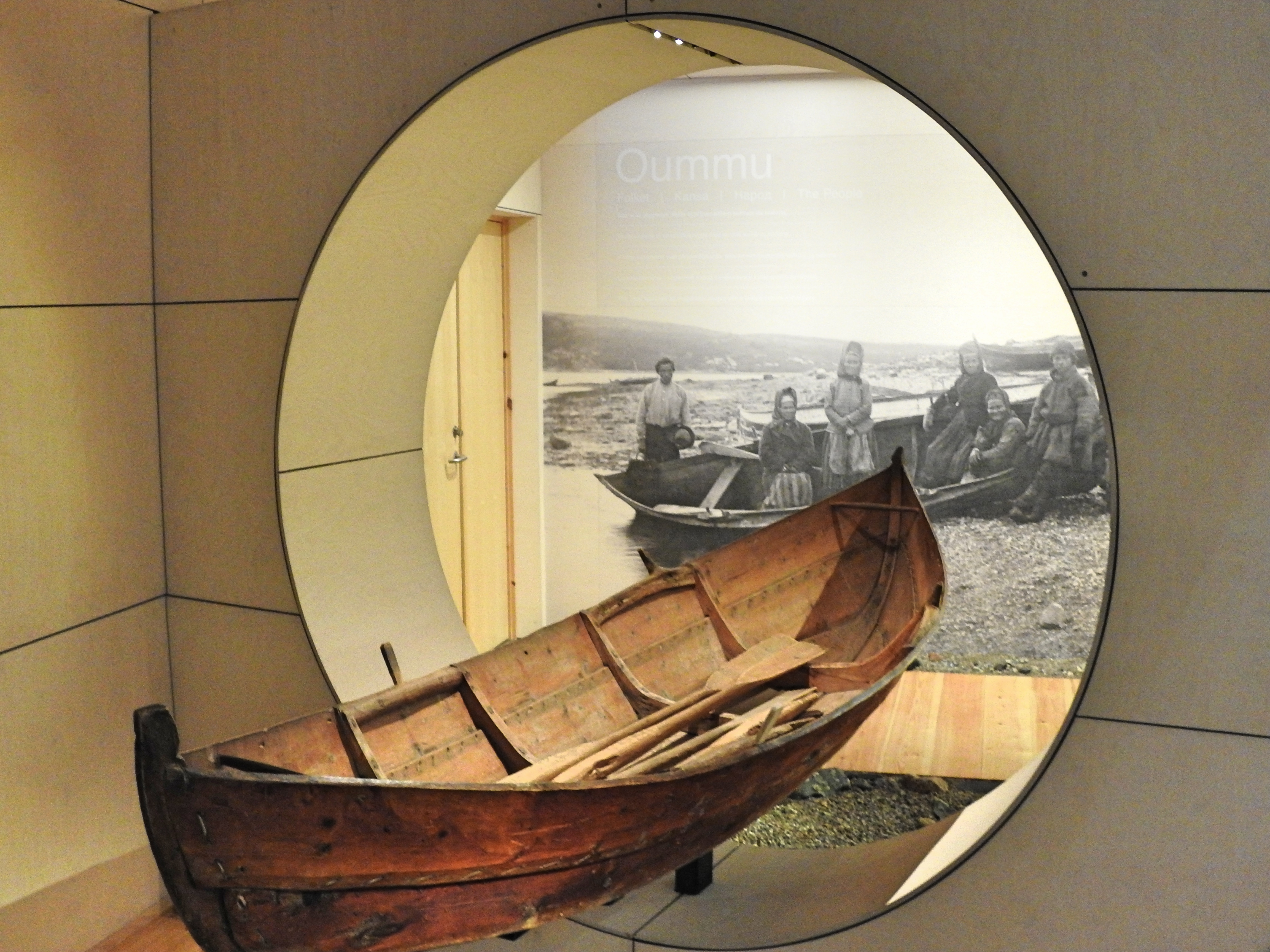
Boot der Skoltsamen

Das Museum umfasst eine Grundfläche von 710 Quadratmetern. Es umfasst konzentrisch angeordnete Ausstellungsräume, einen Museumsshop, ein Museumscafé und Veranstaltungsräume. Die Dauerausstellung des Museums wurde von der ersten Museumsleiterin Honna Havas, gemeinsam mit dem Ausstellungsarchitekten Yngvar Julin und dem Designer Martin Skulstad, gestaltet.
Die Ausstellung behandelt die Geschichte und Kultur der Skoltsamen, einer Minderheit von etwa rund 1000 Personen orthodoxen Glaubens in Norwegen, Finnland und Russland. In Norwegen – wo Skoltsamisch haute kaum mehr gesprochen wird – leben derzeit rund 300 Skoltsamen. Das Museum in Neiden ist das erste und einzige Museum in Norwegen, das sich ausschließlich mit den Skoltsamen beschäftigt.
3 Abteilungen behandeln die ehemalige und gegenwärtige Kultur der Skoltsamen:
1. Das Volk der Skoltsamen mit seiner einzigartigen Kultur und Geschichte.
2. Das Land  der Skoltsamen im Wandel der Jahreszeiten mit seinen wichtigsten natürlichen Ressourcen.
3. Die Welt als globaler Bezugspunkt der indigenen Völker.

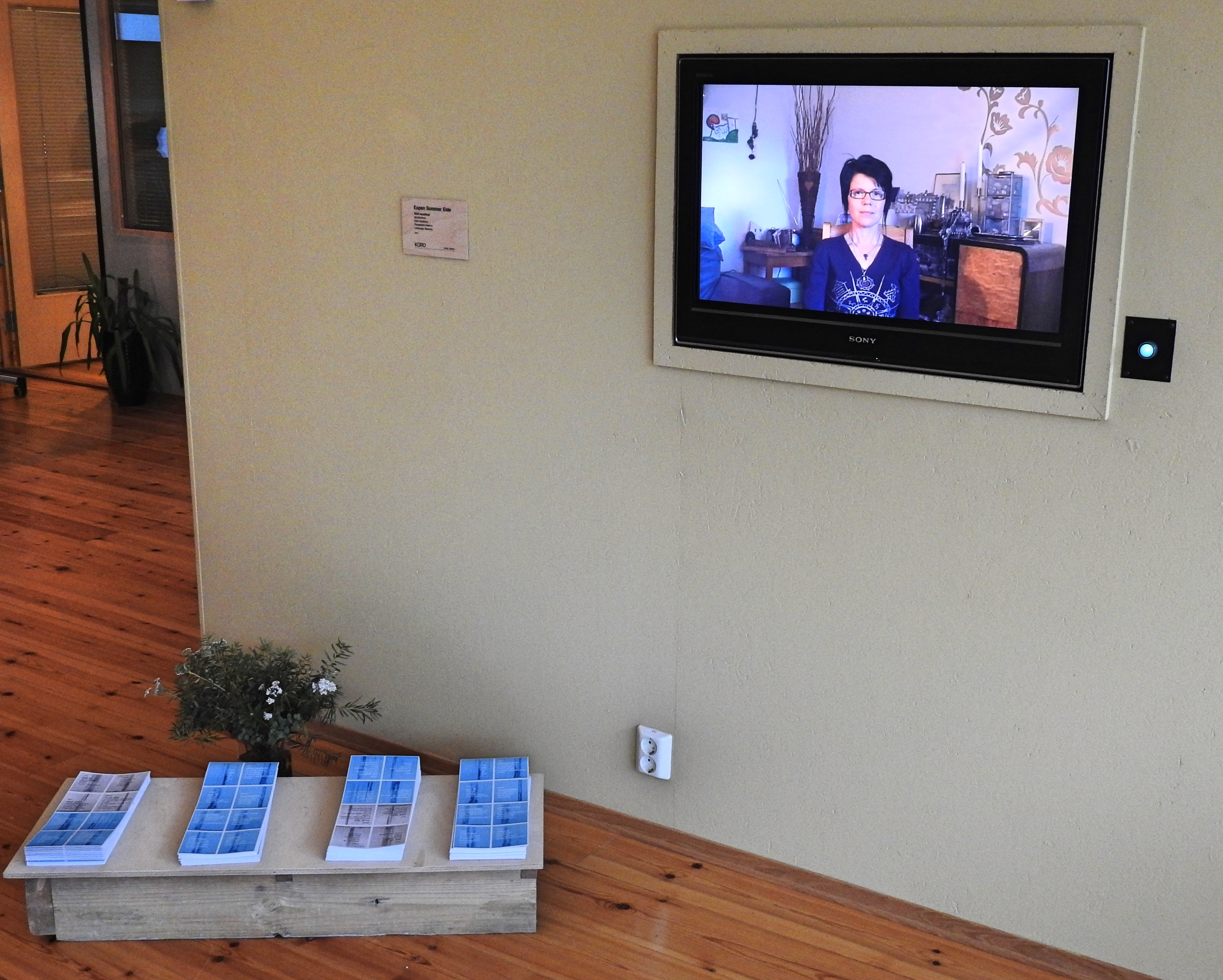
Installation Språkminne

Künstlerische Interventionen im Eingangs- und Cafebéreich des Museums ergänzen die Dauerausstellung. An der Eingangstür des Gebäudes befindet sich das Omasum, ein Torknauf aus Messing in der Form eines Rentiermagens. Das Objekt wurde von dem Künstler Geir Tore Holm geschaffen und symbolisiert einerseits die Bedeutung des Rentiers für das Leben der Samen, ist aber auch, durch die Wahl von Messing, eine Anrufung der schützenden Mächte. Eine zweite, mehr konzeptiv angelegte künstlerische Intervention namens Språkminne befindet sich im Cafébereich des Museums.
Neben der Dauerausstellung können die Museumsräumlichkeiten für Veranstaltungen und Kunstinterventionen verwendet werden. Vom 16. Juni 2017 bis 29. November 2017 ist im Foyer des Museums in einer Sonderausstellung eine Textilinstallation der samischen Künstlerin Aslaug M. Juliussen unter dem Titel „Portable Openings“ zu sehen. Kuratiert wurde diese Ausstellung von Hilde Methi.

### Språkminne
Språkminne (norwegisch‚ dt. ‚Spracherinnerung‘) ist eine audio-visuelle Installation und verweist darauf, dass Skoltsamisch eine bedrohte Sprache ist. Die Installation bietet ein Archiv dieser Sprache, welches die Besucher nutzen können und dadurch symbolische Verantwortung für das Weiterleben des Skoltsamischen übernehmen. Autor ist der norwegische Künstler und Musiker Espen Sommer Eide. Er arbeitete unter anderem mit Sprachwissenschaftlern des Skoltsamischen zusammen, damit die resultierenden digitalen Sprachdaten auch für die Sprachplanung und andere Projekte mit dem Ziel der Wiederbelebung zugutekommen, zum Beispiel einem an der Universität Tromsø geschaffenen digitalen Wörterbuch. Außerdem wurden die Audioaufnahmen in der Digitalen Sammlungen zur sprachlichen Vielfalt archiviert.

## Weitere Arbeit
Neben den Ausstellungen soll durch Workshops auch das samische Kunsthandwerk gefördert werden. Kooperationsprojekte mit Russland und Finnland ergänzen die Bemühungen des Museums um die Revitalisierung des Skoltsamischen in den drei Ländern.

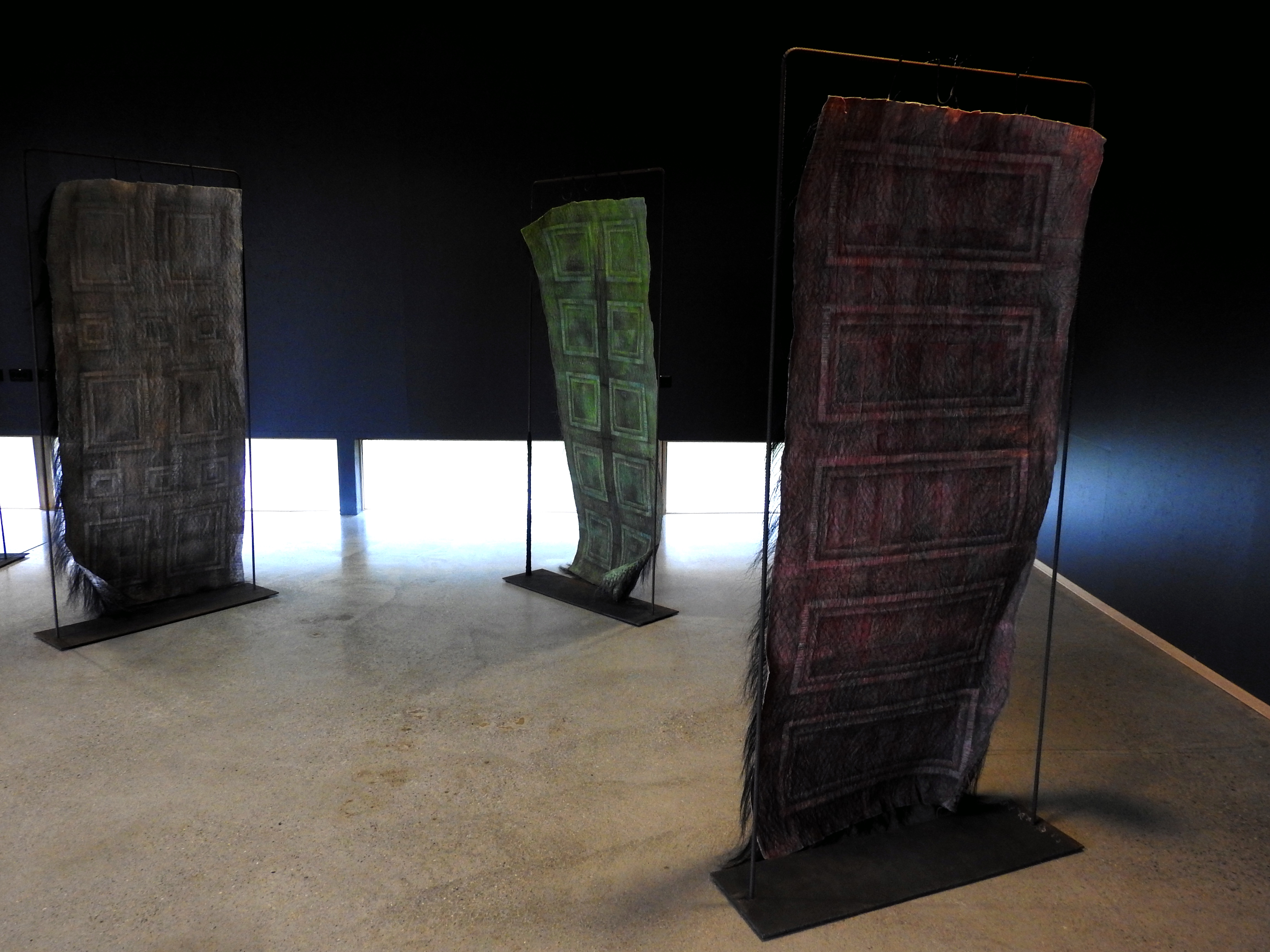
Installation Portable Openings

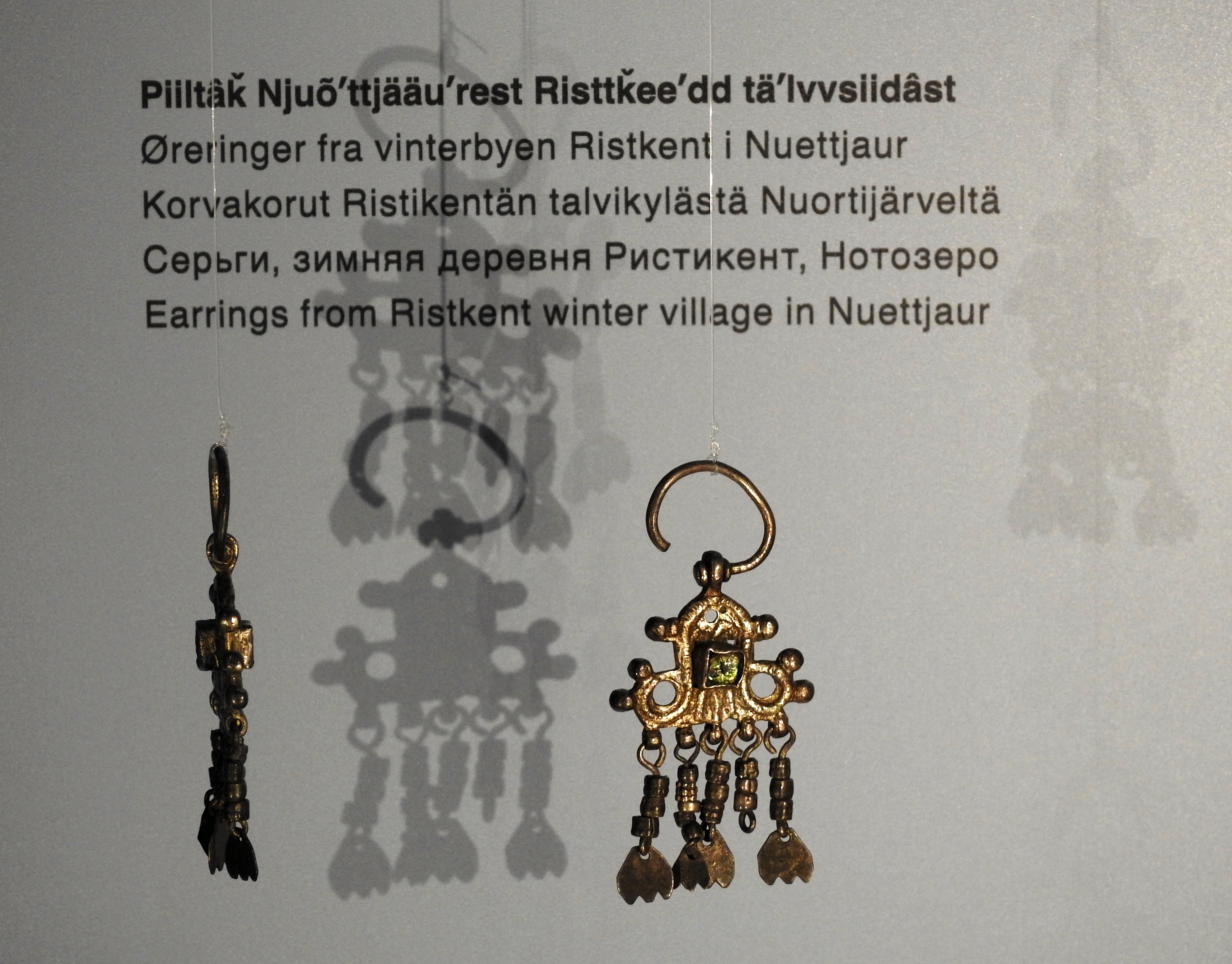
Ohrringe aus Ristikent am See Notosero

Das Museum ist auch für die Instandhaltung des nahegelegenen Kulturerbe Denkmals Skoltebyen zuständig.

## Leitung
- 2007–2019 Honna Havas[17][18]
- seit 2020 Maria Kemi Rein[19]